# Madoqua saltiana
El dicdic de Salt (Madoqua saltiana) es una especie de mamífero artiodáctilo de la familia Bovidae. Vive en el este de África, en regiones semiáridas o áridas con arbustos. La especie se subdivide en al menos cinco subespecies diferentes, que son M. s. saltiana , M. s. hararensis , M. s. lawrance , M. s. phillipsia y M. s. swayne. Esta última es considerada como una especie distinta por algunos zoólogos.

## Descripción
Alcanzan los  52 a 67 centímetros de largo, y 33 a 41 centímetros de alto y pesan 2,5 a 4 kilogramos. Al igual que en otros dik-diks, los cuernos son pequeños y sólo están presentes en el macho.  El color varía significativamente dependiendo de la subespecie.